# Roeweria
Genre
Synonymes
- Lyopachylus Mello-Leitão, 1926
- Jupuvura Mello-Leitão, 1940
- Paranaincola Soares, 1943
- Harpachylus Roewer, 1943

Roeweria est un genre d'opilions laniatores de la famille des Gonyleptidae.

## Distribution
Les espèces de ce genre sont endémiques du Brésil. Elles se rencontrent dans les États de São Paulo, du Paraná et de Santa Catarina.

## Liste des espèces
Selon World Catalogue of Opiliones (19/09/2021) :
- Roeweria bittencourti Mello-Leitão, 1923
- Roeweria garrincha Bragagnolo & Pinto-da-Rocha, 2009
- Roeweria mourei (Soares, 1943)
- Roeweria virescens (Mello-Leitão, 1940)

## Étymologie
Ce genre est nommé en l'honneur de Carl Friedrich Roewer.

## Publication originale
- Mello-Leitão, 1923 : « Opiliones Laniatores do Brasil. » Archivos do Museu Nacional do Rio de Janeiro, vol. 24, p. 107–197 (texte intégral).